# The E.N.D. World Tour
The E.N.D. World Tour è il tour mondiale del gruppo musicale statunitense The Black Eyed Peas, in supporto al loro quinto album in studio The E.N.D..

## Il tour
The E.N.D. World Tour è iniziato in Giappone il 15 settembre 2009, seguito da alcuni show in Australia e Nuova Zelanda sempre nel 2009. Il gruppo girerà il Nord America a partire da febbraio 2010, con alcune date anche in Europa a partire da maggio. Questa seconda parte del tour, prodotto interamente dalla AEG Live, sarà più imponente e massiccia della prima. Il gruppo dovrebbe raggiungere inoltre il Sud America e altre parti dell'Asia durante il 2010. Il tour è il più grande prodotto dalla band; Fergie, la cantante femminile del gruppo, ha dichiarato al riguardo: "utilizzeremo un sacco di tecnologia, sarà gigantesco, qualcosa di mai visto prima in uno show".

## Opening acts
- LMFAO e Ludacris (Oceania e Nord America)
- Cheryl Cole (Europa)
- David Guetta (date selezionalte)

## Scaletta
- Intro
- Let's Get It Started
- Rock That Body
- Meet Me Halfway
- Alive
- Don't Phunk with My Heart
- Shut Up
- will.i.am Freestyle
- Imma Be
- My Humps
- Missing You
- Bebot (Apl.de.ap solo)
- Mare (Apl.de.ap solo)
- Rocking to the Beat (Taboo solo)
- Fergalicious (Fergie solo)
- Glamorous (Fergie Solo)
- Big Girls Don't Cry (Fergie solo)
- will.i.am DJ set
  - In The Ayer
  - Put Your Hands Up 4 Detroit
  - American Boy
  - Don't Stop 'til You Get Enough
  - Don't Stop the Music
  - Wanna Be Startin' Somethin'
  - White Lines (Don't Don't Do It)
  - Thriller
  - Jump Around
  - Otherside
  - Smells Like Teen Spirit
  - Don't Stop Believing
  - Right Round

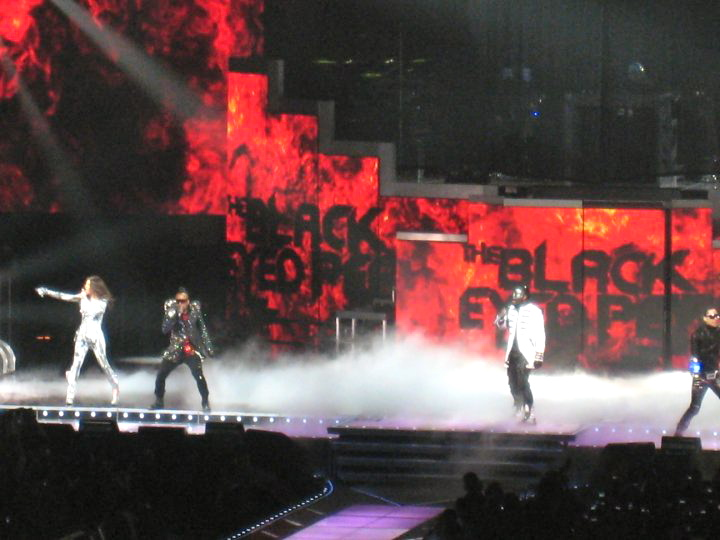
I Black Eyed Peas durante il The E.N.D. World Tour al Madison Square Garden

- I Am in the House (Video interlude)
- Now Generation
- Pump It
- Where Is the Love?
- Medley: Showdown / Party All the Time / Out of My Head

Encore
- Boom Boom Pow
- I Gotta Feeling

## Date
| Data              | Città         | Paese         | Location                             |
| ----------------- | ------------- | ------------- | ------------------------------------ |
| Giappone          |               |               |                                      |
| 15 settembre 2009 | Hamamatsu     | Giappone      | Hamamatsu Arena                      |
| 18 settembre 2009 | Nagoya        | Giappone      | Nagoya Civic General Gymnasium       |
| 19 settembre 2009 | Chiba         | Giappone      | Makuhari Messe                       |
| 21 settembre 2009 | Osaka         | Giappone      | Osaka-jō Hall                        |
| 22 settembre 2009 | Kōbe          | Giappone      | Kobe World Memorial Hall             |
| 23 settembre 2009 | Saitama       | Giappone      | Saitama Super Arena                  |
| Oceania           |               |               |                                      |
| 1º ottobre 2009   | Brisbane      | Australia     | Brisbane Entertainment Centre        |
| 2 ottobre 2009    | Sydney        | Australia     | Acer Arena                           |
| 3 ottobre 2009    | Sydney        | Australia     | Acer Arena                           |
| 5 ottobre 2009    | Adelaide      | Australia     | Adelaide Entertainment Centre        |
| 6 ottobre 2009    | Melbourne     | Australia     | Rod Laver Arena                      |
| 7 ottobre 2009    | Melbourne     | Australia     | Rod Laver Arena                      |
| 10 ottobre 2009   | Perth         | Australia     | Burswood Dome                        |
| 13 ottobre 2009   | Auckland      | Nuova Zelanda | Vector Arena                         |
| Nord America      |               |               |                                      |
| 29 dicembre 2009  | Las Vegas     | Stati Uniti   | Mandalay Bay Events Center           |
| 30 dicembre 2009  | Las Vegas     | Stati Uniti   | Mandalay Bay Events Center           |
| 4 febbraio 2010   | Atlanta       | Stati Uniti   | Philips Arena                        |
| 6 febbraio 2010   | Miami         | Stati Uniti   | American Airlines Arena              |
| 9 febbraio 2010   | Jacksonville  | Stati Uniti   | Jacksonville Veterans Memorial Arena |
| 10 febbraio 2010  | Tampa         | Stati Uniti   | St. Pete Times Forum                 |
| 12 febbraio 2010  | Nashville     | Stati Uniti   | Sommet Center                        |
| 13 febbraio 2010  | Birmingham    | Stati Uniti   | BJCC Arena                           |
| 16 febbraio 2010  | Columbus      | Stati Uniti   | Schottenstein Center                 |
| 17 febbraio 2010  | Lexington     | Stati Uniti   | Rupp Arena                           |
| 19 febbraio 2010  | Raleigh       | Stati Uniti   | RBC Center                           |
| 20 febbraio 2010  | Charlotte     | Stati Uniti   | Time Warner Cable Arena              |
| 23 febbraio 2010  | Washington    | Stati Uniti   | Verizon Center                       |
| 24 febbraio 2010  | New York      | Stati Uniti   | Madison Square Garden                |
| 26 febbraio 2010  | Boston        | Stati Uniti   | TD Garden                            |
| 1º marzo 2010     | Uniondale     | Stati Uniti   | Nassau Coliseum                      |
| 3 marzo 2010      | Filadelfia    | Stati Uniti   | Wachovia Center                      |
| 4 marzo 2010      | Pittsburgh    | Stati Uniti   | Mellon Arena                         |
| 9 marzo 2010      | Detroit       | Stati Uniti   | The Palace of Auburn Hills           |
| 11 marzo 2010     | Milwaukee     | Stati Uniti   | Bradley Center                       |
| 13 marzo 2010     | Chicago       | Stati Uniti   | United Center                        |
| 19 marzo 2010     | Dallas        | Stati Uniti   | American Airlines Center             |
| 20 marzo 2010     | Tulsa         | Stati Uniti   | BOK Center                           |
| 22 marzo 2010     | Saint Paul    | Stati Uniti   | Xcel Energy Center                   |
| 24 marzo 2010     | Kansas City   | Stati Uniti   | Sprint Center                        |
| 25 marzo 2010     | Des Moines    | Stati Uniti   | Wells Fargo Arena                    |
| 27 marzo 2010     | Denver        | Stati Uniti   | Pepsi Center                         |
| 29 marzo 2010     | Los Angeles   | Stati Uniti   | Staples Center                       |
| 31 marzo 2010     | Glendale      | Stati Uniti   | Jobing.com Arena                     |
| 2 aprile 2010     | San Jose      | Stati Uniti   | HP Pavilion                          |
| 7 aprile 2010     | Sacramento    | Stati Uniti   | ARCO Arena                           |
| 10 aprile 2010    | Tacoma        | Stati Uniti   | Tacoma Dome                          |
| 11 aprile 2010    | Vancouver     | Canada        | GM Place                             |
| 17 aprile 2010    | Toronto       | Canada        | Air Canada Centre                    |
| Europa            |               |               |                                      |
| 1º maggio 2010    | Dublino       | Irlanda       | The O2 Dublin                        |
| 2 maggio 2010     | Dublino       | Irlanda       | The O2 Dublin                        |
| 5 maggio 2010     | Londra        | Regno Unito   | The O2 Arena                         |
| 6 maggio 2010     | Londra        | Regno Unito   | The O2 Arena                         |
| 8 maggio 2010     | Birmingham    | Regno Unito   | LG Arena                             |
| 23 maggio 2010    | Manchester    | Regno Unito   | MEN Arena                            |
| 27 maggio 2010    | Londra        | Regno Unito   | The O2 Arena                         |
| 11 maggio 2010    | Zurigo        | Svizzera      | Hallenstadion                        |
| 12 maggio 2010    | Milano        | Italia        | Mediolanum Forum                     |
| 7 luglio 2010     | Atene         | Grecia        | Rockwave Festival                    |
| luglio 2010       | Barcellona    | Spagna        |                                      |
| 9 luglio 2010     | Balado        | Regno Unito   | T In The Park                        |
| 10 luglio 2010    | Punchestown   | Irlanda       | Oxegen Festival                      |
| 12 luglio 2010    | Werchter      | Belgio        | TW Classic Festival                  |
| Nord America      |               |               |                                      |
| 27 luglio 2010    | Toronto       | Canada        | Air Canada Centre                    |
| 28 luglio 2010    | Toronto       | Canada        | Air Canada Centre                    |
| 31 luglio 2010    | Montréal      | Canada        | Bell Centre                          |
| 1º agosto 2010    | Ottawa        | Canada        | Scotiabank Place                     |
| 3 agosto 2010     | Boston        | Stati Uniti   | TD Garden                            |
| 4 agosto 2010     | Newark        | Stati Uniti   | Prudential Center                    |
| 6 agosto 2010     | Hartford      | Stati Uniti   | XL Center                            |
| 7 agosto 2010     | Atlantic City | Stati Uniti   | Boardwalk Hall                       |
| 10 agosto 2010    | Baltimora     | Stati Uniti   | 1st Mariner Arena                    |
| 11 agosto 2010    | Buffalo       | Stati Uniti   | HSBC Arena                           |
| 13 agosto 2010    | Chicago       | Stati Uniti   | Allstate Arena                       |
| 14 agosto 2010    | Saint Louis   | Stati Uniti   | Scottrade Center                     |
| 18 agosto 2010    | Winnipeg      | Canada        | MTS Centre                           |
| 20 agosto 2010    | Saskatoon     | Canada        | Credit Union Centre                  |
| 22 agosto 2010    | Calgary       | Canada        | Pengrowth Saddledome                 |
| 23 agosto 2010    | Edmonton      | Canada        | Rexall Place                         |

## DVD
È stato confermato sul loro sito web che uno dei concerti sarà pubblicato in DVD. Il DVD conterrà anche il video vincitore del concorso Boom Boom Pow Fan Video.